# L'occhio del lupo
L'occhio del lupo (L'œil du loup) è un romanzo per ragazzi di Daniel Pennac, edito in Italia da Salani.
Il libro è stato un bestseller, tradotto in catalano, tedesco, spagnolo, finlandese, basco, italiano, giapponese, inglese, albanese, russo, sloveno. e altre lingue.

## Trama
Un lupo dal manto blu come l'acqua gelata sotto al cielo, proveniente dall'Alaska e cieco da un occhio, vive in uno zoo.
Un giorno, una settimana dopo la morte di Pernice, la lupa bianca che si trovava nel suo stesso recinto e che gli aveva raccontato di conoscere sua sorella, arriva un ragazzo, di nome Africa, che si ferma davanti alla gabbia e inizia a fissarlo. Il lupo cerca di assumere il solito atteggiamento indifferente, ma il ragazzo, a differenza di tutti gli altri visitatori, rimane davanti alla gabbia a guardarlo costantemente.
La cosa si ripete anche nei giorni successivi, tanto che il lupo cambia atteggiamento e inizia a fissare il ragazzo che, ad un certo punto, chiude anche lui un occhio per agevolare il compagno davanti a lui. Tra i due si instaura così una comunicazione del tutto particolare: fissandosi nell'occhio, ciascuno dei due protagonisti si ritrova immerso nel passato dell'altro.
Il ragazzo ripercorre la vita del lupo nel Grande Nord, con la madre, i fratellini e la bellissima sorellina Paillette, fino al giorno in cui si sacrifica per l'incantevole sorella. Dal canto suo, il lupo rivive il pellegrinaggio del ragazzo attraverso i mille volti dell'Africa Gialla, dell'Africa Grigia e dell'Africa Verde, le sue doti di cantastorie, il suo particolare rapporto con gli animali, fino al suo arrivo in quello che lui e i genitori adottivi chiamano "L'Altro Mondo", il cosiddetto mondo civilizzato. È qui che Africa ritrova tutti gli amici animali conosciuti durante i suoi viaggi. Nel corso del racconto, il rapporto tra il ragazzo e il lupo si fa così stretto da indurre il lupo a riaprire l'occhio che teneva chiuso non per cecità, ma perché riteneva che lo spettacolo offerto dai visitatori dello zoo non meritasse di essere osservato con entrambi gli occhi. Le storie evocate gli hanno offerto la visione di un mondo degno di essere osservato con entrambi gli occhi.

## Edizione
- collana Gl'istrici Daniel Pennac, "L'occhio del lupo", traduzione di Donatella Ziliotto, in copertina ill. di Paolo Cardoni, Milano, Magazzini Salani, 2005, ISBN 88-7782-276-7.
- Daniel Pennac: L'oeil de loup. Musica Karol Beffa, livre-disque Gallimard, Paris 2013, ISBN 978-2-07-064545-9